# Kính thông minh
Kính thông minh (tiếng Anh: Smart glass) là một loại kính có khả năng thay đổi tính chất phản xạ để hạn chế ánh nắng mặt trời và nhiệt độ từ việc xâm nhập vào tòa nhà và bảo vệ quyền riêng tư. Mục tiêu của kính thông minh trong kiến trúc là tạo ra tòa nhà tiết kiệm năng lượng hơn bằng cách giảm lượng nhiệt từ ánh nắng mặt trời đi qua cửa kính.
Có hai loại chính của kính thông minh: hoạt động và không hoạt động. Các công nghệ kính hoạt động phổ biến nhất hiện nay bao gồm điều biến màu điện tử, lỏng kristal và thiết bị hạt bám (SPD). Các công nghệ không hoạt động bao gồm biến màu nhiệt và biến màu ánh sáng.
Khi được lắp đặt trong vỏ bọc của tòa nhà, kính thông minh giúp tạo ra các lớp vỏ kiến trúc phù hợp với khí hậu, với lợi ích bao gồm điều chỉnh ánh sáng tự nhiên, tạo sự thoải mái trong việc nhìn, chặn tia tử ngoại và tia hồng ngoại, tiết kiệm năng lượng, cung cấp sự thoải mái về nhiệt, khả năng chống đối mặt với điều kiện thời tiết khắc nghiệt và bảo vệ quyền riêng tư. Một số cửa sổ thông minh có thể tự điều chỉnh nhiệt hoặc làm mát để tiết kiệm năng lượng trong tòa nhà. Các cửa sổ thông minh có thể thay thế việc sử dụng rèm cửa, mành hoặc trang trí cửa sổ.
Các hiệu ứng cũng có thể được đạt bằng cách bám bộ phim thông minh hoặc bộ phim chuyển đổi lên bề mặt phẳng sử dụng lớp kính, acrylic hoặc polycarbonate laminates. Một số loại bộ phim thông minh có thể được áp dụng lên cửa kính hiện có bằng cách sử dụng bộ phim thông minh tự dính hoặc keo đặc biệt. Phương pháp phun sương để áp dụng lớp phủ trong suốt để chặn nhiệt và dẫn điện cũng đang được phát triển.

## Lịch sử
Thuật ngữ "cửa sổ thông minh" được xuất phát từ những năm 1980. Nó được giới thiệu bởi nhà vật lý vật liệu Thụy Điển Claes-Göran Granqvist từ Trường Đại học Công nghệ Chalmers. Ông đưa ra ý tưởng để tạo vật liệu xây dựng tiết kiệm năng lượng hơn cùng với các nhà khoa học từ Trung tâm Quốc gia Lawrence Berkeley ở California. Thuật ngữ này được sử dụng để mô tả một cửa sổ phản hồi có khả năng thay đổi độ tối.